# Dunas de Artola o Cabopino
Dunas de Artola o Cabopino är en park i Spanien. Den ligger i provinsen Provincia de Málaga och regionen Andalusien, i den södra delen av landet, 400 km söder om huvudstaden Madrid. Dunas de Artola o Cabopino ligger 9 meter över havet.
Terrängen runt Dunas de Artola o Cabopino är platt åt nordost, men åt nordväst är den kuperad. Havet är nära Dunas de Artola o Cabopino söderut.Närmaste större samhälle är Fuengirola, 12,5 km nordost om Dunas de Artola o Cabopino.